# Francesco Moncada Branciforte
Francesco Moncada Branciforte, principe di Larderia (Palermo, 1º marzo 1738 – Napoli, 5 luglio 1798), è stato un nobile, politico e diplomatico italiano.

## Biografia
Nacque a Palermo il 1º marzo 1738 da Letterio, III principe di Larderia, e da Rosalia Branciforte Genovés dei conti di Sant'Antonio. Nel 1756, sposò la nobildonna Concetta Branciforte, figlia di Ercole Michele, principe di Butera, da cui ebbe nove figli.
Alla morte del padre, il Principe Letterio - che fu deputato del Regno di Sicilia (1734) e capitano di giustizia di Palermo (1744) - succedette a questi nei titoli a seguito di investitura ottenuta il 12 giugno 1763. Da parte materna ereditò i titoli di casa Branciforte di Principe di Rosolini, di Conte di Sant'Antonio, ed altri, di cui ottenne investitura il 23 dicembre 1791.
Nominato Gentiluomo di camera del Re in esercizio nel 1772, fu deputato del Regno di Sicilia dal 1782 al 1785, consigliere del Supremo Magistrato del Commercio dal 1792, e nei primi mesi del 1798, ministro plenipotenziario della Real Corte di Napoli presso la Santa Sede.
Fu affiliato alla massoneria, avendo fatto parte della loggia Saint Jean d'Écosse di Palermo, dipendente dall'omonima loggia di Marsiglia, di cui fu tesoriere dal 1764, anno in cui aveva raggiunto il grado di Eletto dei 9.  

Morto a Napoli il 5 luglio 1798, con lui si estinse il ramo dei Moncada dei principi di Larderia, poiché gli premorirono celibi i tre figli maschi Letterio, Giovanni ed Ercole Michele. La figlia Rosalia, ebbe investitura di tutti i titoli e feudi paterni il 26 agosto dello stesso anno, che portò in casa Platamone avendo costei sposato nel 1778 il nobile Baldassarre Platamone Nicosia dei duchi di Belmurgo.